# 岐阜県立土岐商業高等学校
岐阜県立土岐商業高等学校（ぎふけんりつ ときしょうぎょうこうとうがっこう）は、岐阜県土岐市にある公立商業高等学校。

## 設置学科
ビジネス情報科
- システム管理コース
- アプリケーションコース

ビジネス科
- マーケティングコース
- 会計ファイナンスコース
- コミュニケーションコース

## 概要
創立
- 全日制課程：1953年（昭和28年）
  - 1949年（昭和24年）設立の組合立土岐郡中央高等学校を継承しており、1949年（昭和24年）創立とする説もある。

- 定時制課程：1953年（昭和28年）
  - 1985年（昭和60年）定時制課程は廃止。

## 沿革
- 1953年（昭和28年） - 岐阜県立土岐商業高等学校（全日制商業科・岩井茂校長）を設立。廃校となった組合立土岐郡中央高等学校の定時制、及び土岐郡中央高等学校の分校（駄知分校・陶南分校）を引き継ぐ。
- 1960年（昭和35年） - 陶南分校と駄知分校を統合し、土岐商業高等学校土岐南分校（定時制）を設立する。
- 1962年（昭和37年） - 岐阜県立土岐商業高等学校土岐南分校は廃止され、土岐市立土岐高校の定時制課程に継承される。
- 1969年（昭和44年） - 定時制課程の普通科を廃止し、商業料となる。
- 1973年（昭和48年） - 商業科・事務管理科を設置する。
- 1974年（昭和49年） - 商業科を廃止し、経営科・経理科・情報処理科を設置する。
- 1985年（昭和60年） - 定時制課程を廃止する。
- 1994年（平成6年） - 事務管理科を廃止し、情報ビジネス科・国際会計科を設置する。
- 2006年（平成18年） - 1年生より、ビジネス科・ビジネス情報科に改編する。

## 教育実績
- 令和5年、税理士試験の科目「簿記論」合格者を輩出している。
- 令和6年、税理士試験の科目「簿記論」合格者（ビジネス科会計研究コース）を輩出し、中日新聞にて報道されている[1]。

## 部活動
硬式野球部は1977年（第59回）、2005年（第87回）、2010年（第92回）に夏の甲子園に出場している。

### 運動部
- 硬式野球
- ウエイトリフティング
- サッカー
- ソフトテニス
- バレーボール
- バスケットボール
- バドミントン
- 陸上競技
- 弓道
- ソフトボール

### 文化部
- 吹奏楽
- ワープロ
- 簿記
- 珠算
- 情報処理
- 美術
- 写真
- インターアクト

## 出身者
- 奥村武博（元プロ野球選手、公認会計士）
- 土本恭平（元プロ野球選手）
- 勝野昌慶（プロ野球選手）
- 石川優実（グラビアアイドル）
- 安西七夏（タレント）
- 揖斐祐治（陸上選手）

## アクセス
- JR中央本線 土岐市駅下車、徒歩で約40分。
- 東鉄バス「上田」停留所下車、徒歩で約15分。

## その他
- 国家資格の基本情報技術者試験（FE）の午前科目免除制度の認定校となっている[2][3]。

- 2018年（平成30年）前期のNHKの連続テレビ小説「半分青い。」で、ヒロイン楡野鈴愛（永野芽郁）たちが通う朝露高校のロケ地として使用された。